# Deutsches Amateur-Jazz-Festival
Das Deutsche Amateur-Jazz-Festival war ein von 1955 bis 1967 in Düsseldorf jährlich durchgeführter Musikwettbewerb für nicht-professionelle Jazzmusiker und -Bands mit Festivalcharakter. Seit 1965 wurde das Festival zum Internationalen Amateur-Jazz-Festival erweitert.

## Geschichte
1953 besuchten Stefan Buchholtz und Karl Heinz Lyrmann vom Hot Club Düsseldorf das Schweizer Amateur Jazz Festival Zürich, wo sie das hohe Niveau der Teilnehmenden und die Begeisterungsfähigkeit des Publikums beeindruckte. Nach ihrem Bericht beschloss der Düsseldorfer Verein, ebenfalls ein Amateur-Jazz-Festival auszurichten, das getragen durch die Deutsche Jazz Föderation zum ersten Mal im August 1955 stattfand. Das Festival beanspruchte, einen jährlichen „Überblick über den Stand der von Amateuren in Deutschland gespielten Jazzmusik“ zu geben. Der Wettbewerb wurde getrennt „nach den beiden Stilrichtungen ‚alt‘ und ‚modern‘“ durchgeführt. Sowohl Bands als auch die Solisten wurden dabei bewertet. Die Jury bestand aus bekannten Jazzkritikern (wie Joachim-Ernst Berendt, Werner Burkhardt oder Dietrich Schulz-Köhn) und Berufsmusikern (wie Hans Koller, Albert Mangelsdorff oder Oscar Klein).
Die Konzerte des Festivals waren bereits im Gründungsjahr ausverkauft; 26 Bands hatten sich angemeldet; 1956 waren es bereits 64 Bands und im Folgejahr 105 Formationen. Ab 1957 fanden daher regionale Vorentscheidungen statt. Im Düsseldorfer Robert-Schumann-Saal fanden dann die Endausscheidungen in drei Konzerten mit jeweils neun Gruppen statt. Eröffnet wurde das Festival jeweils durch ein Konzert der in der Einzelauswertung des Vorjahres erstplatzierten Solisten. Die Konzerte wurden vom WDR aufgenommen und von ihm und weiteren ARD-Sendern ausgestrahlt; Ausschnitte wurden jährlich auf einer LP veröffentlicht.
Auf dem Festival begannen „viele Profi-Karrieren,“ wie die von Klaus Doldinger, Ingfried Hoffmann, Kurt Bong, Joe Haider oder Volker Kriegel. Ab 1965 spielten einige Bands unkonventionellere Musik.
In der zweiten Hälfte der 1960er Jahre nahm das Publikumsinteresse spürbar ab; 1968 wurde das Festival noch einmal, nun als Internationales Jazz & Pop Festival, durchgeführt (mit Alexis Korner als Programmgestalter). Doch die professionelle Entwicklung des Jazz ging „über diese Art von Festival hinaus, was dessen Ende bedeutete.“